# دانشگاه اصفهان

نمایی قدیمی از دانشگاه اصفهان

عکسی هوایی از ساختمان پیشین دانشکده ادبیات دانشگاه اصفهان

دانشگاه اصفهان یکی از دانشگاه‌های مادر، جامع و دولتی ایران است که در سال ۱۳۲۵ در اصفهان تأسیس گردید. دانشگاه اصفهان اولین دانشگاه منطقه مرکزی و جنوبی ایران، یکی از چهار دانشگاه دولتی شهر اصفهان و به لحاظ قدمت و رشته‌های تحصیلی، بزرگ‌ترین دانشگاه جامع منطقه مرکزی کشور است؛ و جزو ۵ دانشگاه برتر جامع کشور ایران و یکی از ۱۰ دانشگاه برتر کشور می‌باشد. مجموعه دانشگاه اصفهان نیز با وسعتی نزدیک به ۳۰۰ هکتار یکی از بزرگ‌ترین دانشگاه‌های ایران است.
این دانشگاه با ۱۳ دانشکده (۴۵ گروه آموزشی)، در مجاورت میدان آزادی قرار دارد و محدوده خیابان هزار جریب تا نزدیکی کوه صفه را دربرگرفته است.

## تاریخچه
پایه‌های نخستین تاسیس دانشگاه اصفهان، از ۳۰ آذر سال ۱۳۲۵ خورشیدی با ایجاد آموزشگاه عالی بهداری اصفهان گذاشته شد. این آموزشگاه با تعدادی دانشیار در یک کلاس از دبیرستان سعدی که در آن زمان دارای آزمایشگاه نسبتاً مجهزی بود آغاز شد و آزمایشگاه آن و سالنی برای تشریح در اختیار آموزشگاه قرار گرفت و در ۱۶ بهمن همان سال دکتر حکمی به عنوان اولین رئیس آموزشگاه انتخاب شد. چهار سال پس از آن یعنی در سال ۱۳۲۹ دانشکده پزشکی اصفهان در جوار آموزشگاه عالی بهداری کار خود را شروع کرد و بدین ترتیب آموزشگاه عالی بهداری به تدریج تعطیل و دانشیاران آن به دانشکده پزشکی منتقل شدند. در سال تحصیلی ۱۳۳۵ دانشکده داروسازی تشکیل شد و به دانشکده پزشکی ملحق گشت.
دانشکده ادبیات از سال ۱۳۳۷ با دو رشتهٔ زبان و ادبیات فارسی و ادبیات انگلیسی در خانه‌ای اجاره‌ای با دو اتاق گشایش یافت. در سال ۱۳۳۸ با افزایش چند رشته دیگر، به محلی در جنب بنای شاهزاده ابراهیم انتقال یافت. در سال ۱۳۴۱ دبیرخانه دانشگاه اصفهان نیز شکل گرفت و به سال ۱۳۴۳ دانشکده‌های علوم و علوم تربیتی و روان‌شناسی تأسیس شده بود.
در سال ۱۳۴۷ ساختمان موقت دانشکده ادبیات با ۱۳ رشته در خیابان هزار جریب آماده بهره‌برداری شد و با انتقال از کوی شاهزاده ابراهیم به مجموعهٔ دانشکده‌های واقع در خیابان هزار جریب رونقی تازه به دانشگاه اصفهان بخشید و دوره لیسانس شبانه نیز دایر گردید. 
در اواخر سال ۱۳۴۷ با شکل‌گیری کلی دانشگاه اصفهان مدرسهٔ عالی کورش کبیر به این دانشگاه الحاق گردید و در همان سال نیز دانشکدهٔ علوم اداری و اقتصاد در دانشگاه تأسیس شد.
در زمان ریاست حسن رزمجو بر دانشگاه، دانشکده‌های علوم پزشکی از دانشگاه اصفهان جدا شدند و دو دانشگاه استقلال یافتند.

## رؤسای دانشگاه
| ردیف | رئیس دانشگاه          | دورهٔ ریاست              | رشته           | منبع   |
| ---- | --------------------- | ----------------------- | -------------- | ------ |
| ۱    | مرتضی حکمی            | ١۳۲۵ تا مرداد ١۳۳۷      | پزشکی          | [ ۱۴ ] |
| ۲    | مهدی نامدار           | ۱۳۳۷ تا ۱۳۴۰            | داروسازی       | [ ۱۵ ] |
| ۳    | محمد ریاحی چالشتری    | ۱۳۴۰ تا ۱۳۴۱            | پزشکی          | [ ۱۵ ] |
| ۴    | قاسم معتمدی           | ۱۳۴۶ تا ۱۳۵۵            | پزشکی          | [ ۱۵ ] |
| ۵    | محمدعلی طوسی          | ۱۳۵۶ تا پیروزی انقلاب   | مدیریت آموزشی  | [ ۱۵ ] |
| ۶    | غلامعباس توسلی        | ۱۳۵۷/۱۲/۹ الی ۱۳۵۹/۷/۹  | علوم اجتماعی   | [ ۱۶ ] |
| ۷    | محمدعلی شاه‌زمانیان    | ۱۳۵۹/۷/۱۲ الی ۱۳۶۰/۸/۲۱ | فیزیک          | [ ۱۶ ] |
| ٨    | اکبر شاه‌محمدی         | ۱۳۶۰/۸/۲۱ الی ۱۳۶۱/۱۰/۵ | پزشکی          | [ ۱۶ ] |
| ۹    | سید مرتضی سقاییان‌نژاد | ۱۳۶۱/۱۰/۵ الی ۱۳۶۴/۱۰/۳ | مهندسی برق     | [ ۱۶ ] |
| ١۰   | حسن رزمجو             | ۱۳۶۴/۱۰/۳ الی ۱۳۷۶/۶/۹  | چشم‌پزشکی       | [ ۱۶ ] |
| ١١   | هوشنگ طالبی           | ۱۳۷۶/۶/۹ الی ۱۳۸۴/۶/۲۰  | آمار کاربردی   | [ ۱۶ ] |
| ١۲   | محمدحسین رامشت        | ۱۳۸۴/۶/۲۰ الی ۱۳۹۲/۹/۱۹ | جغرافیای طبیعی | [ ۱۶ ] |
| ١۳   | هوشنگ طالبی           | ۱۳۹۲/۹/۱۹ الی ۱۴۰۰/۸/۱۹ | آمار کاربردی   | [ ۱۶ ] |
| ١٤   | حسین هرسیج            | ۱۴۰۰/۸/۱۹ تا ۱۴۰۳/۱۰/۱۶ | علوم سیاسی     | [ ۱۶ ] |
| ١۵   | رسول رکنی‌زاده         | ۱۶ دی ۱۴۰۳ تا کنون      | فیزیک نظری     | [ ۱۷ ] |

## رشته‌های ارائه‌شده

### علوم و فناوری‌های نوین
- مهندسی هسته‌ای (کارشناسی ارشد و دکتری)
- زیست‌فناوری (کارشناسی ارشد و دکتری)
- مهندسی نانو (کارشناسی ارشد)
- مهندسی انرژی (کارشناسی ارشد)

### علوم تربیتی
- برنامه درسی (دکتری)
- برنامه‌ریزی آموزشی (کارشناسی ارشد)
- فلسفه آموزش و پرورش (کارشناسی ارشد و دکتری)
- مدیریت آموزشی (کارشناسی ارشد و دکتری)
  - تکنولوژی آموزشی (کارشناسی)

### حمل ونقل و ترافیک
- مهندسی راه‌آهن
- مهندسی حمل ونقل (کارشناسی ارشد)

### علوم پایه
- ریاضیات محض و کاربردی (مقطع کارشناسی، کارشناسی ارشد و دکترا)
- علوم کامپیوتر (کارشناسی، کارشناسی ارشد)
- فیزیک (کارشناسی، کارشناسی ارشد و دکترا)
- زمین‌شناسی (کارشناسی، کارشناسی ارشد و دکترا)
- شیمی (کارشناسی، کارشناسی ارشد و دکترا)
- زیست‌شناسی با گرایش‌های ژنتیک، میکروبیولوژی، جانورشناسی و گیاه‌شناسی (کارشناسی و کارشناسی ارشد و دکترا)
- آمار (کارشناسی، کارشناسی ارشد و دکترا)

### ادبیات و علوم انسانی
- گردشگری
- ادبیات فارسی
- فلسفه
- جامعه‌شناسی
- الهیات
- تاریخ
- جغرافیا

### علوم مهندسی
- مهندسی برق (گرایش الکترونیک، قدرت، مخابرات و کنترل) مقطع کارشناسی، کارشناسی ارشد و دکتری.
- مهندسی کامپیوتر (گرایش نرم‌افزار و سخت‌افزار) مقطع کارشناسی، کارشناسی ارشد و دکتری.
- مهندسی شیمی (گرایش فرایند) در سه مقطع کارشناسی و کارشناسی ارشد و دکترا.
- مهندسی پزشکی (گرایش بیوالکتریک و بیو مکانیک) در دو مقطع کارشناسی و کارشناسی ارشد .
- مهندسی نقشه‌برداری
- مهندسی فناوری اطلاعات (IT) در سه مقطع کارشناسی و کارشناسی ارشد و دکترا.
- مهندسی مکانیک (گرایش تبدیل انرژی و طراحی کاربردی)
- مهندسی عمران
- مهندسی بیو تکنولوژی

### زبان‌های خارجه
- مترجمی زبان انگلیسی (کارشناسی، کارشناسی ارشد و دکتری)
- زبان آلمانی
- زبان فرانسه
- زبان عربی (کارشناسی، کارشناسی ارشد و دکترا)
- زبان و ادبیات انگلیسی (کارشناسی و کارشناسی ارشد)
- زبان ارمنی
- آموزش زبان انگلیسی (کارشناسی، کارشناسی ارشد و دکتری)
- آموزش زبان چینی (کارشناسی)
- آموزش زبان روسی (کارشناسی)

### علوم اداری، مدیریت و اقتصاد
- مدیریت MBA، استراتژی، عملیات و زنجیره تأمین، بازاریابی، منابع انسانی
- مدیریت صنعتی، بازرگانی و دولتی
- اقتصاد نظری، بازرگانی
- علوم سیاسی
- حقوق
- حسابداری

### تربیت بدنی
- تربیت بدنی

## مجموعه دانشگاه

### دانشکده‌ها:
1. دانشکده ادبیات و علوم انسانی
2. دانشکده الهیات و معارف اهل البیت
3. دانشکده علوم ورزشی
4. دانشکده زبان‌های خارجی
5. دانشکده شیمی
6. دانشکده علوم اداری و اقتصاد
7. دانشکده علوم تربیتی و روان‌شناسی
8. دانشکده علوم جغرافیایی و برنامه‌ریزی
9. دانشکده مهندسی عمران و حمل و نقل
10. دانشکده فنی و مهندسی
11. دانشکده مهندسی کامپیوتر
12. دانشکده علوم و فناوری‌های زیستی
13. دانشکده ریاضی و آمار
14. دانشکده فیزیک
15. گروه زمین‌شناسی (مستقل)
16. دانشکده ریاضی و کامپیوتر خوانسار (پردیس)
17. مرکز آموزش عالی شهرضا (پردیس)

### دانشکده ادبیات و علوم انسانی
دانشکده ادبیات و علوم انسانی، چهار گروه آموزشی زیر دارد (سال ۱۴۰۲):
1. گروه زبان و ادبیات فارسی (۶ گرایش)
2. گروه تاریخ و ایرانشناسی (۱۱ گرایش)
3. گروه فلسفه (۳ گرایش)
4. گروه علوم اجتماعی (۶ گرایش)

#### تاریخچه
دانشکده ادبیات از سال ۱۳۳۷ با دو رشتهٔ زبان و ادبیات فارسی و ادبیات انگلیسی در خانه‌ای اجاره‌ای با دو اتاق گشایش یافت.
در سال ۱۳۳۸ با افزایش رشته‌های فلسفه، علوم تربیتی و زبان و ادبیات ارمنی، به محلی در جنب بنای شاهزاده ابراهیم انتقال یافت. در سال ۱۳۴۱ با اضافه شدن رشته زبان و ادبیات عرب، دبیرخانه دانشگاه اصفهان نیز شکل گرفت. در سال ۱۳۴۵ رشته تاریخ و جغرافیا نیز ایجاد گردید. در سال ۱۳۴۳ دانشکده‌های علوم و علوم تربیتی و روان‌شناسی تأسیس شد.
در سال ۱۳۴۷ با شکل‌گیری کلی دانشگاه اصفهان؛ ساختمان موقت دانشکده ادبیات با ۱۳ رشته (زبان و ادبیات فارسی، زبان و ادبیات انگلیسی، فلسفه، علوم تربیتی، زبان و ادبیات ارمنی، زبان و ادبیات عرب، تاریخ و ایران‌شناسی، جغرافیا، زبان و ادبیات فرانسه، پاکستان‌شناسی و زبان اردو) در خیابان (هزار جریب) آماده بهره‌برداری‌شد و با انتقال از کوی شاهزاده ابراهیم به مجموعهٔ دانشکده‌های واقع در هزار جریب رونقی تازه به دانشگاه اصفهان بخشید. دوره لیسانس شبانه نیز دایر گردید. در سال ۱۳۴۸ گروه علوم اجتماعی دایر گردید.
در سال تحصیلی ۵۴–۱۳۵۳ رشته زبان و ادبیات آلمانی نیز به گروه زبانهای خارجی افزوده‌شد. در سال ۱۳۴۹ پس از تأسیس دانشکده علوم تربیتی، رشته فلسفه به آن دانشکده منتقل گردید و مجموع رشته‌های دانشکده ادبیات و علوم انسانی در چهار گروه آموزشی (گروه زبان و ادبیات فارسی - گروه علوم اجتماعی و جغرافیا - گروه زبانهای خارجی - گروه تاریخ و ایران‌شناسی) اداره‌می‌شد.
در سال ۱۳۵۵ دانشکده زبانهای خارجی تأسیس گردید و گروه زبانهای خارجی به آن دانشکده انتقال یافت. در سال ۱۳۵۳ رشته‌های علوم اجتماعی و جغرافیا از یکدیگر تفکیک گردید و هر یک به گروه مستقلی تبدیل گردید. در سال ۱۳۶۷ رشته فلسفه مجدداً به دانشکده ادبیات و علوم‌انسانی منتقل گردید و فعالیت خود را در مقطع کارشناسی فلسفه و با سیاست توسعه طولی آن در مقطع کارشناسی ارشد و دکتری آغاز نمود.
گروه الهیات از مهرماه ۱۳۷۰ با رشته کارشناسی دبیری الهیات و معارف اسلامی آغاز شد. در سال ۱۳۹۰ به دو گروه (گروه علوم قران و حدیث - گروه فلسفه وکلام اسلامی) تقسیم شد. سال ۱۳۷۷ گروه معارف (برای رسیدگی به دروس عمومی) ایجاد شد. گروه الهیات در سال ۱۳۸۹ به «دانشکده معارف اسلامی و اهل‌البیت» ارتقا و استقلال یافت.
گروه حقوق دانشگاه اصفهان از سال تحصیلی ۷۵–۷۴ در مقطع کارشناسی آغاز به کار نمود. این گروه از نیمسال تحصیلی اول ۸۱–۱۳۸۰ به دانشکده علوم اداری و اقتصاد منتقل گردید.
ساختمان جدید دانشکده ادبیات و علوم انسانی در سال ۱۳۷۵ در مساحت ۱۷۰۰۰ متر مربع با ظرفیت بیش از ۲۵۰۰ دانشجو افتتاح گردید.

### دانشکده شیمی
با تأسیس دانشکده علوم دانشگاه اصفهان در سال ۱۳۴۳ و پذیرش قبول شدگان این دانشکده در رشته‌های شیمی و فیزیک، تدریس شیمی در شهر اصفهان عملاً آغاز گردید. از مهرماه ۱۳۴۳ گروه شیمی به صورت گروهی مستقل فعالیت خود را آغاز نمود و از سال ۱۳۴۴ به بعد این گروه در رشته‌های شیمی محض و دبیری شیمی در مقطع کارشناسی دانشجو پذیرفت. همچنین از سال ۱۳۶۷ در رشته شیمی کاربردی (مقطع کارشناسی) پذیرش دانشجو آغاز گردید و در بین سال‌های ۱۳۶۴ تا ۱۳۷۳ دوره‌های کارشناسی ارشد و دکتری در شاخه‌های مختلف شیمی راه‌اندازی گردید. در سال ۱۳۹۱ با تصویب هیئت امناء دانشگاه این گروه به دانشکده شیمی ارتقاء یافت.
در حال حاضر این دانشکده با استفاده از توان علمی ۳۱ عضو هیئت علمی، امور آموزشی و پژوهشی نزدیک به ۵۰۰ دانشجو در مقطع کارشناسی (شیمی محض و شیمی پلیمر، شیمی فیزیک، شیمی معدنی و نانوشیمی را در قالب ۵ گروه آموزشی شیمی آلی، شیمی تجزیه، شیمی معدنی، شیمی فیزیک و شیمی پلیمر عهده‌دار می‌باشد.
دانشکده شیمی دانشگاه اصفهان دارای آزمایشگاه‌ها، دستگاه‌ها و تجهیزات پیشرفته و بعضاً منحصربه‌فرد و مراکز پژوهشی متعددی است که می‌توان آن را یکی از مجهزترین دانشکده‌های شیمی دانشگاه‌های کشور به حساب آورد.

### دانشکده تربیت بدنی و علوم ورزشی
در سال ۱۳۵۴ گروه تربیت بدنی جهت ارائه واحد درسی تربیت‌بدنی عمومی در دانشکده علوم تربیتی شکل گرفت. در سال ۱۳۶۲ اولین دوره از دانشجویان رشته تربیت‌بدنی در گروه پذیرفته می‌شوند. در سال ۱۳۶۹ موافقت اصولی برای تبدیل گروه به دانشکده از وزارت علوم اخذ گردید. در سال ۱۳۷۶ اولین دوره کارشناسی ارشد تربیت‌بدنی و علوم ورزشی در دانشکده راه‌اندازی می‌گردد. دانشکده تربیت‌بدنی در مقاطع کارشناسی تربیت‌بدنی و علوم ورزشی و کارشناسی ارشد و تربیت دانشجو پذیرش می‌کند.

### دانشکده الهیات و معارف اهل‌البیت
گروه الهیات در زیرمجموعه دانشکده ادبیات و علوم انسانی، از مهرماه ۱۳۷۰ با رشته کارشناسی دبیری الهیات و معارف اسلامی شروع به کار نمود و سپس رشته‌های (فقه و مبانی حقوق اسلامی، علوم قرآن و حدیث، فلسفه و کلام اسلامی و تاریخ و تمدن ملل اسلامی) نیز فعال شد. در سال ۱۳۹۰ با تقلیل رشته‌های کارشناسی و توسعه مقاطع عالی تر به دو گروه (گروه علوم قران و حدیث - گروه فلسفه و کلام اسلامی) تقسیم شد. سال ۱۳۷۷ گروه معارف (برای رسیدگی به دروس عمومی) ایجاد شد. گروه الهیات در سال ۱۳۸۹ به «دانشکده اهل‌البیت» متشکل از دو گروه آموزشیِ «معارف قرآن و اهل‌البیت» و «فرهنگ و تمدن اسلامی» ارتقاء و استقلال یافت.
در سال ۱۳۹۷ ساختار جدید «دانشکده الهیات و معارف اهل‌البیت» و تا کنون (۱۴۰۲) با چهار گروه آموزشی تشکیل شد: ۱. گروه فلسفه و کلام اسلامی (۲ رشته) ۲. گروه معارف اهل‌البیت (۴ رشته) ۳. گروه علوم قرآن و حدیث (۴ رشته) ۴. گروه معارف اسلامی (۱ رشته).

### دانشکده فنی و مهندسی
دانشکده فنی و مهندسی در سال ۱۳۶۷ با صدور مجوز از طرف شورای گسترش دانشگاه‌های وزارت فرهنگ و آموزش عالی (وزارت علوم، تحقیقات و فناوری) با سه رشته در مقطع کارشناسی: مهندسی کامپیوتر (نرم‌افزار)، مهندسی کامپیوتر (سخت‌افزار) و نقشه‌برداری آغاز بکار نمود.

#### گروه‌های آموزشی

##### گروه مهندسی برق
گروه مهندسی برق دانشگاه اصفهان در سال ۱۳۸۰ تشکیل شده و اولین دوره کارشناسی با پذیرش ۳۵ نفر دانشجو در سال تحصیلی ۸۲–۸۱ در دانشکده فنی مهندسی آغاز به کار نموده است. هدف از دوره کارشناسی مهندسی برق تربیت کارشناس در زمینه طراحی، بهره‌برداری، نظارت، مدیریت نگهداری از سیستم‌های برقی و الکترونیکی می‌باشد. گروه مهندسی برق در مقطع کارشناسی ارشد نیز با تعداد ۹ دانشجو در سال تحصیلی ۸۵–۸۴ فعالیت خود را گسترش داد. این گروه از سال ۱۳۸۷ در مقطع دکترا نیز دانشجو می‌پذیرد.

##### گروه مهندسی مکانیک
دپارتمان مهندسی مکانیک دانشگاه اصفهان در دانشکده مهندسی این دانشگاه قرار گرفته است.
گروه مهندسی مکانیک دانشگاه اصفهان در سال ۱۳۸۶ تشکیل شد و در بهمن ماه همین سال اولین دوره دانشجویان کارشناسی مهندسی مکانیک گرایش حرارت و سیالات پذیرش شدند. در سال ۱۳۸۹ این گروه در دوره کارشناسی ارشد شروع به پذیرش دانشجو در گرایش طراحی کاربردی نمود. یک سال بعد هم در گرایش تبدیل انرژی، دانشجو پذیرفت. هم‌اکنون گروه مهندسی مکانیک در دورهٔ کارشناسی (مکانیک عمومی)، کارشناسی ارشد (گرایش‌های طراحی کاربردی و تبدیل انرژی) و دکتری (طراحی کاربردی و تبدیل انرژی) دانشجو می‌پذیرد.

##### گروه مهندسی عمران
گروه مهندسی عمران دانشگاه اصفهان در سال ۱۳۸۳ تأسیس شد و در مهرماه سال ۱۳۸۵ اولین دوره دانشجویان کارشناسی پذیرش شدند.
گروه مهندسی عمران در سال تحصیلی ۱۳۸۹ در مقطع کارشناسی ارشد به فعالیت خود ادامه می‌دهد.

#### ساختمان صناعت دانشکده مهندسی
این ساختمان توسط شخصی به نام ˈصناعتˈ و با اعتبار حدود ۲۰ میلیارد ریال ساخته شده است. عملیات اجرایی آن از سال ۱۳۸۹ آغاز شد و پس از دو سال به بهره‌برداری رسید. این ساختمان در مساحت دو هزار و ۶۰۰ مترمربع و در سه طبقه برای استفاده آموزشی احداث شده است. ساختمان صناعت یکی از ۶ ساختمان دانشکده مهندسی است که به‌منظور افزایش فضاهای آموزشی پردیس فنی و مهندسی دانشگاه اصفهان ایجاد شده است و در حال حاضر گروه برق و الکترونیک دانشکده فنی و مهندسی در آن مستقر شده است.

### دانشکده مهندسی کامپیوتر
این دانشکده در سال ۱۳۶۷ در مقطع کارشناسی و با دو رشته مهندسی کامپیوتر (نرم‌افزار) و مهندسی کامپیوتر (سخت‌افزار) فعالیت خود را آغاز نموده است. در سال۱۳۷۴ مقطع کارشناسی ارشد رشته‌های معماری‌کامپیوتر و مهندسی نرم‌افزار راه‌اندازی شد. در سال ۱۳۸۳ در مقطع کارشناسی مهندسی فناوری اطلاعات، کارشناسی ارشد هوش مصنوعی و دکترای گرایش‌های معماری‌کامپیوتر و مهندسی نرم‌افزار با پذیرش دانشجو فعالیت خود را ادامه داد. پذیرش دانشجو در مقطع دکتری هوش مصنوعی در سال ۱۳۸۷ شروع شد. مقطع کارشناسی ارشد گرایش شبکه‌های کامپیوتری در سال ۱۳۹۰، کارشناسی ارشد گرایش‌های تجارت الکترونیکی و امنیت اطلاعات در سال ۱۳۹۱و مقطع دکتری گرایش امنیت اطلاعات در سال ۱۳۹۲ آغاز به کار کرد.

### دانشکده علوم
دانشکده علوم دانشگاه اصفهان در سال ۱۳۴۳ شمسی پایه‌گذاری شده است. این دانشکده شامل ۵ گروه آموزشی آمار، ریاضی، فیزیک، زیست‌شناسی و زمین‌شناسی می‌باشد که در تمامی مقاطع تحصیلی دکتری، کارشناسی ارشد و کارشناسی مبادرت به پذیرش دانشجو در سطوح داخلی و خارجی می‌نماید. در حال حاضر این دانشکده با سابقهٔ نزدیک به ۵۰ سال تجربه و در اختیار داشتن استادان مجرب و امکانات آموزشی و پژوهشی و تجهیزات آزمایشگاهی پیشرفته، یکی از قطب‌های مهم علوم پایه در کشور می‌باشد.

### دانشکده علوم و فناوری‌های نوین
دانشکده فناوری‌های نوین دانشگاه اصفهان کار خود را با سه گروه آموزشی مهندسی هسته‌ای، مهندسی زیست‌فناوری (بیوتکنولوژی) و مهندسی نانوفناوری در سال ۱۳۸۷ آغاز نمود. گروه‌های آموزشی مهندسی هسته‌ای و مهندسی زیست‌فناوری از سال ۸۷ پذیرای دانشجوی مقطع کارشناسی ارشد گردیدند. گروه آموزشی مهندسی نانو فناوری نیز اولین دوره دانشجویان کارشناسی ارشد خود را از مهر ماه ۸۸ آغاز نمود. گروه آموزشی مهندسی انرژی نیز از پاییز ۹۰ در گرایش مهندسی انرژی‌های تجدیدپذیر توانست دانشجو جذب نماید. این در حالیست که در چشم‌انداز آینده دانشکده علوم و فناوری‌های نوین گروه‌هایی مانند مهندسی سامانه‌های هوشمند، گروه آموزشی فناوری‌های علوم زمین و گروه آموزشی مهندسی راهبرد دانش و فناوری در دست راه‌اندازی می‌باشد.

### دانشکده علوم تربیتی و روان‌شناسی
این دانشکده در سال ۱۳۴۸ تأسیس گردید و یکی از قدیمی‌ترین دانشکده‌های دانشگاه اصفهان است. این دانشکده در سطوح کارشناسی و کارشناسی ارشد و دکترا دانشجو می‌پذیرد و با ۵ گروه آموزشی دارای _ عضو هیئت علمی تمام وقت فعالیت دارد. از این مجموعه، گروه علوم تربیتی باسابقه تر و بزرگتر از بقیه است، چهار گروه دیگر شامل روان‌شناسی، علم اطلاعات و دانش‌شناسی، مشاوره، روان‌شناسی کودکان با نیازهای خاص است.
همه گروه‌ها در یک ساختمان مستقر هستند که در بخش پائینی (ضلع شمال شرقی) محوطه اصلی دانشگاه اصفهان واقع شده است. گروه علم اطلاعات و دانش‌شناسی از سال ۱۳۸۷ اولین دوره مجازی بنیادی را در کشور در سطح کارشناسی ارشد با همت عاصفه عاصمی راه اندازی کرده است. ساختمان جدید این دانشکده روبروی ساختمان مرکزی دانشگاه اصفهان بنا شده است. دانشکده به‌طور مداوم به توسعه و آموزش و پرورش عمومی و خدمات اجتماعی در استان اصفهان مدد رسانده است. این دانشکده غیر از ارائه سطوح کارشناسی و کارشناسی ارشد و دکتری، دوره‌های کوتاه مدت و میان مدت توسعه کارکنان در آموزش و پرورش استان و بهداشت را فراهم می‌آورد همچنین به تحقیقات توجه بسیار دارد و این توجه در دوره‌های تکمیلی (کارشناسی ارشد و دکترا) و در پروژه‌های تحقیقاتی اعضای هیئت علمی دانشکده تجلی می‌یابد.

### دانشکده زبان‌های خارجی
زبانهای خارجی از اولین رشته‌های تأسیس شده در دانشگاه اصفهان می‌باشد. همچنان که در تاریخ دانشگاه نقل شده است زبانهای خارجی در سال ۱۳۴۷ از اولین رشته‌ها یی بود که پذیرش دانشجو نمود. دانشکده زبان‌های خارجی درسال ۱۳۵۳ به‌عنوان یک دانشکده مستقل تأسیس گردید. گروه‌های آموزشی دانشکده زبانهای خارجی عبارتند از: زبان و ادبیات انگلیسی، زبان و ادبیات عربی، زبان و ادبیات فرانسه، مترجمی آلمانی و ادبیات ارمنی و گروه زبانشناسی می‌باشد.
گروه زبان انگلیسی (قدیمی‌ترین گروه دانشکده) درسال ۱۳۳۷، زبان و ادبیات فرانسه درسال ۱۳۳۸، گروه ارمنی‌شناسی درسال ۱۳۳۹، گروه زبان و ادبیات عربی درسال ۱۳۴۱، گروه زبان و ادبیات آلمانی درسال ۱۳۷۳ وهمچنین گروه زبان‌شناسی درسال ۱۳۸۵ تأسیس گردیدند.

### دانشکده علوم اداری و اقتصاد
دانشکده علوم اداری و اقتصاد در سال ۱۳۵۶ به عنوان یکی از دانشکده‌های دانشگاه اصفهان واقع در خیابان شمس‌آبادی کوچه شاهزاده ابراهیم فعالیت خود را با سه گروه آموزشی اقتصاد – مدیریت و حسابداری آغاز نمود. در سال ۱۳۶۹ گروه علوم‌سیاسی در این دانشکده راه‌اندازی گردیده و در سال ۱۳۸۰ گروه حقوق به این دانشکده ملحق شد. اکنون این دانشکده پس از گذشت سه دهه با ۵ گروه آموزشی اقتصاد، مدیریت، حسابداری، علوم‌سیاسی و حقوق در مقاطع کارشناسی، کارشناسی‌ارشد و دکتری مشغول انجام فعالیت‌های آموزشی و پژوهشی می‌باشد.

### دانشکده علوم جغرافیایی و برنامه‌ریزی
دانشکده جغرافیا و برنامه‌ریزی دانشگاه اصفهان در ابتدا از سال ۱۳۴۵ با تأسیس دورهٔ کارشناسی کار خود را به عنوان گروه جغرافیا آغاز کرد. دورهٔ کارشناسی ارشد جغرافیا در سال ۱۳۶۶ با پذیرش چهار دانشجو افتتاح گردید. دورهٔ دکتری در سال ۱۳۷۱ با پذیرش سه دانشجو کار خود را آغاز نمود. این دانشکده از سال ۱۳۸۹ باعنوان دانشکده جغرافیا و برنامه‌ریزی در قالب ۳ گروه آموزشی «جغرافیا و برنامه‌ریزی روستایی، جغرافیا و برنامه‌ریزی شهری و جغرافیا طبیعی» در سه مقطع تحصیلی کارشناسی، ارشد، دکتری و در ۵ گرایش برنامه‌ریزی شهری، برنامه‌ریزی روستایی، و اقلیم‌شناسی، ژئومورفولوژی، جغرافیا و برنامه‌ریزی توریسم، جغرافیای سیاسی و جغرافیای پزشکی هم‌اکنون به کار خود ادامه می‌دهد.

### دانشکده حمل و نقل
دانشکدهٔ حمل و نقل در سال ۱۳۹۰ تأسیس شد. این دانشکده با توجه به اهمیت صنعت حمل و نقل کشور در برنامهٔ چهارم توسعه و موقعیت جغرافیایی و مزیت‌های نسبی اصفهان در این استان و در دانشگاه اصفهان تأسیس شد.

### دانشکده آموزش‌های مجازی
قدمت دوره‌های مجازی در دانشگاه اصفهان به دو دهه می‌رسد. اولین دوره‌های رسمی کارشناسی ارشد در رشته علم اطلاعات و دانش‌شناسی، مدیریت اجرایی و مدیریت بازرگانی در سال ۱۳۸۷ راه‌اندازی شد. گروه علم اطلاعات و دانش‌شناسی اولین دوره مجازی بنیادی را در کشور در سطح کارشناسی ارشد در دانشگاه اصفهان راه‌اندازی کرده است. ساختمان اختصاصی دانشکده آموزش‌های مجازی دانشگاه اصفهان در تاریخ ۹۲/۴/۱۸ با حضور استادان و مسئولان دانشگاه اصفهان، مدیران ارشد استان اصفهان و دانشجویان دانشکده آموزش‌های مجازی با همت پروفسور علی صنایعی رسماً افتتاح گردید.

## استادان سرشناس
- لطف‌الله هنرفر، اصفهان‌شناس
- مهدی کیوان استاد بازنشسته گروه تاریخ
- سید اصغر محمودآبادی استاد فقید ایران باستان گروه تاریخ
- محمدجواد شریعت استاد فقید گروه زبان و ادبیات فارسی
- مهدی نوریان استاد بازنشسته گروه زبان و ادبیات فارسی
- جمشید مظاهری استاد گروه زبان و ادبیات فارسی
- سیروس شفقی استاد اصفهان‌شناسی، بنیان‌گذار گروه جغرافی دانشگاه اصفهان
- محمد باقر کتابی استاد گروه زبان و ادبیات فارسی
- عباس ادیب: نخستین معاون اداری و مالی دانشگاه اصفهان، پدر پزشکی اصفهان و همچنین به دلیل سابقه زیاد او در دانشگاه اصفهان، او را حافظه تاریخی دانشگاه می‌دانند.[۳۴]
- ماشالله آجودانی استاد بازنشسته گروه تاریخ و پژوهشگر دوره مشروطه
- محسن رنانی، استاد اقتصاد
- عبدالحسین ساسان، اقتصاددان
- فاطمه شایان، استاد گروه روابط بین‌الملل، متخصص امور انرژی و امنیت در خلیج فارس و خاورمیانه و برگزیدهٔ دهمین دوره جشنواره بین‌المللی فارابی
- آزاد ماتیان، استاد زبان و ادبیات ارمنی
- فریده فیروزبخت

## دانش‌آموختگان سرشناس
- سید محمد خاتمی
- نصرت بوتو
- عطاءالله مهاجرانی
- هوشنگ گلشیری
- رضا ارحام صدر
- سید محمود حسینی پزوه
- جهانبخش پازوکی
- ناهید دایی جواد
- حجت‌الله عبدالملکی
- جواد اژه‌ای
- هوشنگ اعظمی لرستانی
- موسی اکرمی
- محمدهاشم بت‌شکن
- سید علی‌اکبر پرورش
- مهدی جمالی‌نژاد
- مینو خالقی
- احمد ریحان
- قاسم سلیمانی دشتکی
- غلامرضا سلیمانی
- علیرضا شجاعی‌زند
- محمدجلال عباسی شوازی
- علی‌اصغر پورمحمدی
- محمدحسین فروزان‌مهر
- لطف‌الله فروزنده
- فریدون گرایلی
- هرانت مارکاریان
- محمدعلی طالبی
- علی محمدی
- ستار محمودی
- محمدرضا واقفی امامزاده
- هادی سیف
- علی خدایی